# Acid crotonic
Acidul crotonic (nume IUPAC: acid trans-2-butenoic) este un compus organic din clasa acizilor carboxilici nesaturați, având formula CH3-CH=CH-COOH.